# Dicranella apolensis
Dicranella apolensis är en bladmossart som beskrevs av Robert Statham Williams 1903. Dicranella apolensis ingår i släktet jordmossor, och familjen Dicranaceae. Inga underarter finns listade i Catalogue of Life.